# Vi finner oss ikke i sexsjikane...
Vi finner oss ikke i sexsjikane... er navnet på Shu-bi-duas album, som udkom i 1992 i Norge. Albummet er en samling af tidligere udgivet materiale fra forskellige danske albummer.

## Spor
| #   | Titel                               | Længde |
| --- | ----------------------------------- | ------ |
| 1.  | "Familien kom til kaffe"            | 3:50   |
| 2.  | "Vi finder os ikke i sexchikane"    | 3:13   |
| 3.  | "Kære Lone"                         | 2:34   |
| 4.  | "Danser med grise"                  | 4:42   |
| 5.  | "Fed rock"                          | 2:55   |
| 6.  | "Den røde tråd"                     | 3:24   |
| 7.  | "McArine"                           | 1:47   |
| 8.  | "We Wanna Be Free"                  | 3:47   |
| 9.  | "Askepot"                           | 4:15   |
| 10. | "Folkevognen"                       | 2:57   |
| 11. | "Danmark"                           | 3:12   |
| 12. | "(There is a) Dogshit in my garden" | 3:25   |
| 13. | "Hvalen Hvalborg" (live)            | 5:06   |
| 14. | "Står på en alpetop" (live)         | 3:21   |
| 15. | "Stærk tobak" (live)                | 2:48   |